# Mare de Déu dels Remeis (San Cristóbal de La Laguna)

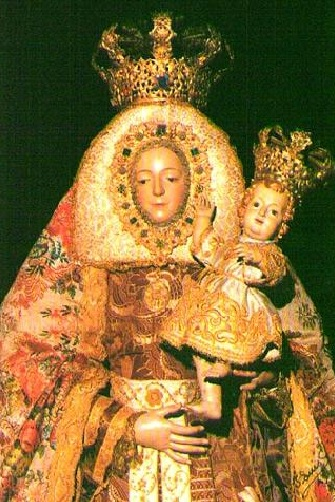
Mare de Déu dels Remeis a la Catedral de La Laguna

La Mare de Déu dels Remeis o Verge dels Remeis és una advocació mariana, patrona de la Diòcesi de Sant Cristóbal de La Laguna (Bisbat de Tenerife), de la ciutat de San Cristóbal de La Laguna i de l'illa de Tenerife. La imatge està a la Catedral de La Laguna i va ser coronada canònicament el 1997.

## Història
Es desconeix amb exactitud la procedència i l'autor de la talla, es creu que va arribar a Tenerife des de Sevilla, encara que per altres el seu origen se situa al nord d'Europa en plena època de les reformes protestants. No obstant això altres investigadors assenyalen que la imatge va ser realitzada a la mateixa illa de Tenerife, i fins i tot se l'ha catalogat com la primera obra d'art sacre realitzada a Tenerife.
La imatge de la Verge dels Remeis està datada l'any 1500 i va tenir una gran devoció durant els segles XVII i XVIII, arribant de fet a ser la tercera devoció de l'illa després de la Verge de Candelaria i el Cristo de La Laguna, el que li va valer el títol de patrona de Tenerife i del seu bisbat. Va ser després de la creació de la Diòcesi de Sant Cristóbal de La Laguna en 1819 pel Papa Pius VII, quan el mateix Papa estableix el patronatge de la Verge dels Remeis sobre la recentment creat diòcesi (que engloba la Província de Santa Cruz de Tenerife).
Inicialment la imatge de la Verge dels Remeis era una representació de la Mare de Déu en l'Expectació del part, per la qual cosa el Nen Jesús que actualment porta va ser afegit amb posterioritat al segle xviii. La imatge assumeix l'advocació de "Santa Maria dels Remeis" el 21 d'abril de 1515, després de la creació de la seva primitiva ermita en parròquia. Aquesta advocació mariana va ser divulgada en l'edat mitjana per l'Ordre de la Santíssima Trinitat, congregació fundada per Sant Joan de Mata i Sant Fèlix de Valois, i aprovada pel Papa Innocenci III. La talla que és de candelero per vestir i va ser molt utilitzada per rogatives, sent considerada una imatge miraculosa.

## Festes
Originalment des del segle XVI hi va haver dues festes anuals dedicades a la Mare de Déu dels Remeis, la principal del 8 de setembre en què es recorda la Nativitat de la Mare de Déu, i el 18 de desembre dia en què es commemora la seva antiga advocació, la Mare de Déu en la Expectació del part.
Posteriorment, en 1699, les festes de la Mare de Déu dels Remeis van donar origen a una tradició popular exclusiva de l'illa de Tenerife, la dels anomenats Barcos romeros. Es tracta de carrosses engalanades amb formes de navilis i tirades per parelles de bous que actualment desfilen en diverses romeries de l'illa.
Fins a finals dels anys 1960 la imatge sortia en processió anualment pels carrers de la ciutat cada 8 de setembre (que és el dia de la seva festa), però posteriorment es va suprimir aquesta processó, realitzant-només una processó claustral per les naus de l'interior de la Santa Església Catedral i sortint a l'exterior només de forma extraordinària.
El 2011 amb motiu de la XIV Aniversari de la Coronació Canònica de la Verge dels Remeis va ser recuperada la processó exterior de la Verge, tot i que celebrant-se la nit del 7 de setembre pels voltants del temple, i celebrant l'endemà la tradicional processó claustral després de la Solemne Eucaristia presidida pel Bisbe de Tenerife.
Amb motiu del XXV Aniversari de la seva Coronació Canònica el 2022, es va traslladar la processó exterior de la imatge del 7 al 8 de setembre, el dia de la seva festivitat pròpiament dita. Durant aquests dies se celebra una solemne triudo en honor de la Verge.